# قطعنامه ۱۷۲۵ شورای امنیت
قطعنامه  ۱۷۲۵ شورای امنیت سازمان ملل متحد که در تاریخ ۰۶ دسامبر ۲۰۰۶ تصویب شد، سندی بین‌المللی دربارهٔ بررسی وضعیت در سومالی است. این قطعنامه طی نشست ۵۵۷۹ام با ۱۵ رای موافق، ۰ مخالف و ۰ ممتنع تصویب شد.